# Groupe de recherches et d'essais cinématographiques
Pour les articles homonymes, voir Grec (homonymie).
Le Groupe de recherches et d'essais cinématographiques (GREC) est une association créée en 1969 qui, avec le soutien du Centre national du cinéma et de l'image animée, des régions, de la SACEM et des industries techniques du cinéma, assure la production de courts métrages de jeunes réalisateurs. 
Composé de trois collèges de lecture, le GREC sélectionne 17 projets par an. Il a mis en place des ateliers d'écriture au niveau régional.
Parmi les réalisateurs ayant bénéficié du concours du GREC figurent par exemple Noël Simsolo (L'Enfant de Françoise et Geneviève, 1970), Pierre Baudry (La Loi du cœur, 1971), Caroline Champetier (Évidence, 1979), Catherine Corsini (La Mésange, 1982), Philippe Leguay (L'Esprit de contradiction, 1983), Nicolas Klotz (Rendez-vous avec Marguerite, 1983),  Xavier Beauvois (Le Matou, 1986), Jean-Marie Larrieu (Court voyage, 1987), Alain Guiraudie (Les héros sont immortels, 1990), Mathieu Amalric (Sans rires, 1990), Danielle Arbid (Raddem, 1997), Katell Quillévéré (À bras le corps, 2005), Clément Cogitore (Chroniques, 2006), Éva Ionesco (La Loi de la forêt, 2007), Béatrice Romand (Maisons, 2010), Damien Manivel (La Dame au chien, 2010)... 